# Климовский Покровский монастырь
Кли́мовский Покро́вский монасты́рь — мужской монастырь Клинцовской епархии Русской православной церкви, расположенный в центре села Покровское Климовского района Брянской области на холмистом берегу реки Дожогалка.

## История
Основан в 1765 году старообрядцами, переселившимися на Стародубье после разгрома известного центра старообрядцев в слободе Ветка. Тогда же здесь поставили вывезенную из Ветки деревянную церковь Покрова (освящена 12 декабря 1765 года), около которой и был создан старообрядческий монастырь. Посредине монастыря была поставлена новая деревянная часовня, освящённая в 1787 году во имя Казанской иконы Божией Матери. Официально Климовский Покровский монастырь получил свой статус 22 апреля 1768 года. Губернская канцелярия выдала соответствующий ордер.
Под влиянием Климовского монастыря во второй половине XVIII веке находились не только старообрядцы Стародубья, но и Дона, Урала и Сибири, что во многом было связано с энергичной деятельностью его настоятеля Михаила Калмыка, фактического лидера Ветковского согласия. Монастырь имел тысячи духовных детей, в последней трети XVIII века старообрядческие священники «по всей России все суть благословления» Михаила Калмыка. Был расширен и украшен Покровский собор, в 1772 году построена тёплая Никольская церковь, в 1766—1789 годы в Покровском монастыре жили почти 700 иноков. Михаил Калмык совершал многочисленные монашеские постриги, по его словам, он постриг в монашество до 6 тысяч человек. К концу XVIII века Покровский монастырь владел 600 десятин земли. Старообрядческие монахи и монахини собирались вместе на праздничные службы, хорошо знали знаменное пение, в том числе демественный распев. Находясь в окружении населённых старообрядцами слобод, монастырь стал именоваться «всей России Лаврою».
Все постройки монастыря до XIX века были деревянными. В центре стоял Покровский храм с пристроенной к нему в 1772 году тёплой Никольской церковью «наподобие трапезной». Рядом находились кельи, дом настоятеля и богадельня, окружённые забором.
3 января 1848 году Покровский старообрядческий монастырь был обращён в единоверческий и ещё очень долго сохранял своё влияние. По воле императора монастырь был возведён в число штатных обителей первого класса.
В XIX веке сооружён каменный Покровский собор, а во второй половине столетия — тёплая церковь и ограда. В результате сложился сравнительно небольшой комплекс построек, обнесённый трёхметровой кирпичной стеной.
После революции 1917 года у монастыря были отобраны все его владения. В 1919 году на территории монастыря была создана детская колония, а впоследствии стала функционировать Климовская школа-интернат. В 1922 году произведена конфискация церковных ценностей. По сохранившимся воспоминаниям местных жителей государству отошли 24 пуда серебра, 3-4 пуда золота, в том числе золотая чаша весом в 8 фунтов. В 1923 году монастырь был окончательно закрыт.
За годы советской власти часть построек была разрушена или перестроена, ограда разобрана. В постройках располагались детские воспитательные учреждения и совхоз. К концу XX века сохранились лишь собор, тёплая церковь и ряд сильно перестроенных служебных зданий.
В 2000-х годах на территории бывшего монастыря началось восстановление разрушенных строений. В храме Святителя Николая Чудотворца стали проводить церковные службы.
В 2006 году часть ранее принадлежащих Покровскому монастырю зданий была передана Русской Православной Церкви. Образовалась монашеская община, монастырь был возрождён как подворье Казанской Площанской Богородицкой пустыни. В монастыре начались восстановительные работы, территория монастыря облагорожена.
С 16 по 18 октября 2013 года здесь побывла специальная комиссия Синодального отдела по монастырям и монашеству для рассмотрения возможности открытия мужского монастыря в селе Покровское Климовского района Брянской области.
9 августа вновь прибыла комиссия Синодального отдела по монастырям и монашеству и дала согласие на открытие монастыря.
6 октября 2017 года Священный Синод постановил «открыть Покровский Климовский мужской монастырь в селе Покровское Климовского района Брянской области и назначить на должность игумена этого монастыря иеромонаха Фотия (Жеребцова)».
Братия монастыря которая в настоящее время включает одного иеромонаха и 5 послушников. В отремонтированной Никольской церкви ежедневно совершаются богослужения. Интенсивно ведется ремонт Покровского собора.